# Гай, Эрве
Би Бола Эрве Гай Ландри (фр. Bi Bola Hervé Guy Landry; 5 августа 1984, Адзопе, Кот-д’Ивуар) — ивуарийский футболист, нападающий саудовского клуба «Аль-Кадисия».

## Клубная карьера
Гай начал свою карьеру в молодежных рядах французского клуба Бастия и сыграл свою первую игру 1 февраля 2003 года в матче против Аяччо. Летом 2007 года он покинул Бастию и стал свободным агентом. Через год он был подписан Стелла д’Аджаме в ивуарийской Лиге 1 (Берег Слоновой Кости). Он провел около пяти лет в клубе, прежде чем снова стать свободным агентом в феврале 2013 года. В июле того же года он был подписан марокканским клубом «Иттихад Танжер». В июле 2017 года Гай был предоставлен в аренду саудовскому клубу «Аль-Кадисия». Он дебютировал в лиге 11 августа 2017 года, в победном матче с «Аль-Раедом» (2:1).